# Riu Siva
El Siva - (rus) Сива - és un riu de Rússia, un afluent per la dreta del riu Kama. Passa pel krai de Perm i per la República d'Udmúrtia.
Té una llargària de 206 km i una conca de 4.870 km². Discorre en direcció sud-oest. Passa prop de la ciutat de Votkinsk, rep per la dreta el Votka i de seguida conflueix amb el riu Kama. Està glaçat normalment des de la segona quinzena d'octubre fins a abril.